# Ivan Knotek
Ivan Knotek (Senica, 26 de agosto de 1936-Galanta, 11 de marzo de 2020) fue un político eslovaco que se desempeñó como primer ministro de la República Socialista Eslovaca de 1988 a 1989.

## Biografía
Knotek nació en Senica el 26 de agosto de 1936. Fue miembro tanto del Partido Comunista de Checoslovaquia (KSČ, por sus siglas en checo y eslovaco) como del Partido Comunista de Eslovaquia (KSS). Entre 1969 y 1981 fue secretario en jefe del comité de distrito de este último en Galanta. Se convirtió en miembro del Politburó del KSČ en abril de 1988. Fue presidente de las dos comisiones del Politburó, la comisión de agricultura y alimentación y la comisión de trabajo juvenil entre 1987 y 1988. Conservó su membresía en el Politburó durante la reorganización del 10 al 11 de octubre de 1988.
También fue nombrado primer ministro el 12 de octubre de 1988, reemplazando a Peter Colotka en el cargo. Con este nombramiento, automáticamente se convirtió en vice primer ministro federal junto con el primer ministro checoslovaco Ladislav Adamec. El mandato de Knotek como primer ministro terminó el 22 de junio de 1989, y Pavel Hrivnák lo sucedió en el cargo. Luego sirvió como secretario de asuntos económicos del Partido Comunista. En una reorganización en noviembre de 1989, debido a la Revolución de Terciopelo, Knotek conservó su puesto en el Politburó.
Knotek falleció en Galanta el 11 de marzo de 2020.